# Šentgotard
Šentgotard – wieś w Słowenii, w gminie Zagorje ob Savi. W 2018 roku liczyła 88 mieszkańców.